# Малка лисица
 Тази статия е за съзвездието.  За животното вижте Късоуха лисица.  
Малка лисица е бледо северно съзвездие, разположено в средата на Лятно-есенния триъгълник (триъгълника, образуван от ярките звезди Денеб, Вега и Алтаир). В съзвездието няма звезди, по-ярки от четвърта звездна величина.
Съзвездието е въведено през 17 век от Йохан Байер.